# Paga Dios World Tour
Paga Dios World Tour Tour es la primera gira musical del dúo argentino Ca7riel y Paco Amoroso, realizada para promocionar su regreso después de 2 años, dando comienzo así a la Temporada II. Dio inicio el 31 de marzo de 2022 en la Ciudad de México y recorrió 7 países (debutando en dos).

## Historia
Después del auge de 2019 y parate por pandemia global en 2020, Ca7riel y Paco Amoroso se tomaron un descanso como dúo y empezaron a publicar música por separado, lanzando así sus álbumes "El Disko" y "Saeta" respectivamente, en noviembre de 2021. Empiezan a tocar en vivo sus álbumes en el verano por Argentina y Uruguay, hasta que de manera sorpresiva, anunciaron su regreso como dúo en marzo de 2022.
Temporada II fue anunciado oficialmente el 14 de marzo de 2022 a través de las redes sociales de los artistas, confirmando así su presencia como dúo en los festivales Tecate Pa'l Norte de México, y Boombastic Festival y Festival Maleducats de España, donde habían confirmado su presencia pero en sus formatos solistas. En las siguientes semanas continuaron agregándose nuevas fechas.
Los primeros shows fueron en México y Chile, siendo su debut como dúo en esos país (en los festivales Pa'l Norte y Ritual respectivamente, en este último con una organización bastante fallida). 
El 3 de junio realizan su primer show en Argentina en 3 años en la Plaza de la Música de Córdoba, con sold-out de por medio. En una entrevista previa al show a "Gamba FM", confirman que están empezando a trabajar en su primer álbum de estudio. Cruzan el charco y tocan en España y Alemania, mientras aprovechan a grabar por allí.
En septiembre retoman la gira por Latinoamérica el 3 de septiembre en La Trastienda en Montevideo, Uruguay, donde presentan dos canciones nuevas llamadas "Bipolar" y "Para afuera". Esta última es publicada como sencillo el 22 de septiembre con un video grabado en Madrid (España). La gira sigue por Paraguay, Chile y festivales de Argentina.
A principios de octubre anuncian un show en el outdoor de Estadio Obras el 22 de diciembre, con sold-out el mismo día. Fue tanta demanda que días después se tuvo que agregar una nueva fecha el 23 de diciembre, agotándose también y cerrando el año. Con invitados como WOS, Miranda! y Chita.
A principios de 2023 vuelven a Chile, Uruguay y al interior de la Argentina (con parada en el festival Cosquín Rock) y realizando un show gratis en el Hipódromo de Palermo junto a Miranda! y Lara91k frente a 15 mil personas. Cierran la gira con un show en el Auditorio Oeste de Haedo el 26 de marzo, tocando más de dos horas y media. Paco Amoroso días antes había confirmado en historias de Instagram que este iba a ser el último show como dúo por un buen tiempo, para sentarse a terminar su primer álbum de estudio.

## Recepción comercial
Los primeros shows de la gira fueron lejos de Argentina (su país natal), excepto con una única parada en Córdoba el 3 de junio de 2022 en un show en la Plaza de la Música, siendo este su primer show en el país en 3 años. Después también se sumaron a otros festivales en el país, pero por el momento ningún show en Buenos Aires, hasta que a principios de octubre anuncian un show en el outdoor de Estadio Obras el 22 de diciembre, agotándose las entradas el mismo día. Fue tanta demanda que días después se tuvo que agregar una nueva fecha el 23 de diciembre, agotándose también. 

## Repertorio
| Paga Dios World Tour - primera etapa |
| --- |
| La siguiente lista de canciones corresponde al concierto realizado el 3 de junio de 2022 en Córdoba. No representa todos los espectáculos ofrecidos a lo largo de la primera etapa de la gira. |

1. «Jala jala»
2. «Paga Dios»
3. «A mí no»
4. «En el after»
5. «Viuda negra»
6. «Muy bien»
7. «Bad Bitch»
8. «Pistola desnuda»
9. «Mi sombra»
10. «Keyhole»
11. «Cerebro»
12. «OUKE»
13. «Chinga Sport»
14. «POLVO»
15. «Chanel Maconha»
16. «Paco Amoroso: BZRP Music Sessions #3»
17. «McFly»
18. «Todo el día»
19. «CA7RIEL: BZRP Music Sessions #14»
20. «Ola mina X.D»
21. «Cono hielo»
22. «El mal»

| Paga Dios World Tour - segunda etapa |
| --- |
| 1. «Paga Dios» 2. «A mí no» 3. «En el after» 4. «Mi sombra» 5. «Muy bien» 6. «Viuda negra» 7. «Chinga Sport» 8. «POLVO» 9. «Keyhole» 10. «Bipolar» (canción nueva) 11. «Paco Amoroso: BZRP Music Sessions #3» 12. «Bad Bitch» 13. «Mi deseo» 14. «Muchachos, ahora nos volvimos a ilusionar» (coreada por el público) 15. «No fue» (con Chita) 16. «Paquirri» 17. «McFly» 18. «Todo el día» 19. «Jala jala» 20. «Para afuera» 21. «Niño gordo flaco» (con WOS) 22. «OUKE» 23. «Ola mina X.D» 24. «Unknown» (cantada por Tío La Bomba) 25. «Cono hielo» 26. «El mal» |

## Fechas
| Fecha                    | Ciudad            | País          | Lugar                                | Asistencia    |
| Primera etapa            | Primera etapa     | Primera etapa | Primera etapa                        | Primera etapa |
| ------------------------ | ----------------- | ------------- | ------------------------------------ | ------------- |
| 31 de marzo de 2022      | Ciudad de México  | México        | Tabaqueros 16                        | 200 / 200     |
| 1° de abril de 2022      | Monterrey         | México        | Parque Fundidora                     | Festival      |
| 23 de abril de 2022      | Santiago          | Chile         | Estadio Santa Laura                  | Festival      |
| 3 de junio de 2022       | Córdoba           | Argentina     | Plaza de la Música                   | 3 300 / 3 300 |
| 10 de junio de 2022      | Rivas-Vaciamadrid | España        | Auditorio Miguel Ríos                | Festival      |
| 18 de junio de 2022      | Jaén              | España        | Palacio de Deportes Olivo Arena      | ?             |
| 24 de junio de 2022      | Berlín            | Alemania      | Astra                                | ?             |
| 25 de junio de 2022      | Múnich            | Alemania      | Backstage Club                       | ?             |
| 16 de julio de 2022      | Tarrasa           | España        | Massia Els Bellots                   | Festival      |
| Segunda etapa            |                   |               |                                      |               |
| 3 de septiembre de 2022  | Montevideo        | Uruguay       | La Trastienda                        | ?             |
| 10 de septiembre de 2022 | Asunción          | Paraguay      | Jockey Club                          | Festival      |
| 24 de septiembre de 2022 | Luján de Cuyo     | Argentina     | Multiespacio Cultural                | Festival      |
| 30 de septiembre de 2022 | Santiago          | Chile         | Teatro Coliseo                       | 8 00          |
| 30 de octubre de 2022    | Santa Fe          | Argentina     | Estación Belgrano                    | Festival      |
| 22 de diciembre de 2022  | Buenos Aires      | Argentina     | Estadio Obras Outdoor                | 7 500         |
| 23 de diciembre de 2022  | Buenos Aires      | Argentina     | Estadio Obras Outdoor                | 7 500         |
| 14 de enero de 2023      | Santiago          | Chile         | Movistar Arena                       | Festival      |
| 20 de enero de 2023      | Punta Ballena     | Uruguay       | Medio y Medio                        | Festival      |
| 28 de enero de 2023      | Rosario           | Argentina     | Hipódromo Parque de la Independencia | 3 000         |
| 19 de febrero de 2023    | Cosquín           | Argentina     | Aeródromo Santa María de Punilla     | Festival      |
| 11 de marzo de 2023      | Buenos Aires      | Argentina     | Hipódromo de Palermo                 | Festival      |
| 26 de marzo de 2023      | Haedo             | Argentina     | Auditorio Oeste                      | ?             |

### Cancelados o reprogramados
| Fecha                 | Ciudad    | País      | Lugar                      | Motivo                                                                                   |
| --------------------- | --------- | --------- | -------------------------- | ---------------------------------------------------------------------------------------- |
| 21 de mayo de 2022    | Asunción  | Paraguay  | SND Arena                  | Cancelado por la organización del festival.                                              |
| 11 de febrero de 2023 | Ituzaingó | Argentina | Estadio GEI                | Postergado y posteriormente trasladado al Auditorio Oeste por problemas de organización. |
| 25 de febrero de 2023 | Bariloche | Argentina | Gimnasio María Auxiliadora | Cancelado por la organización del festival.                                              |

## Personal
Banda
- Voces principales - Ca7riel y Paco Amoroso
- Bajo - Tío La Bomba
- Batería - Tomás Sainz
- Computadora y sintetizadores - Anita B. Queen
- Teclados - Javier Burin
- Tracks & Live Processing - Neekl